# 阿塞拜疆公民签证要求
根據亨利護照指數，阿塞拜疆公民前往72個国家和地區可享受免事先申請签证待遇（2024年5月3日）。

## 分佈地圖

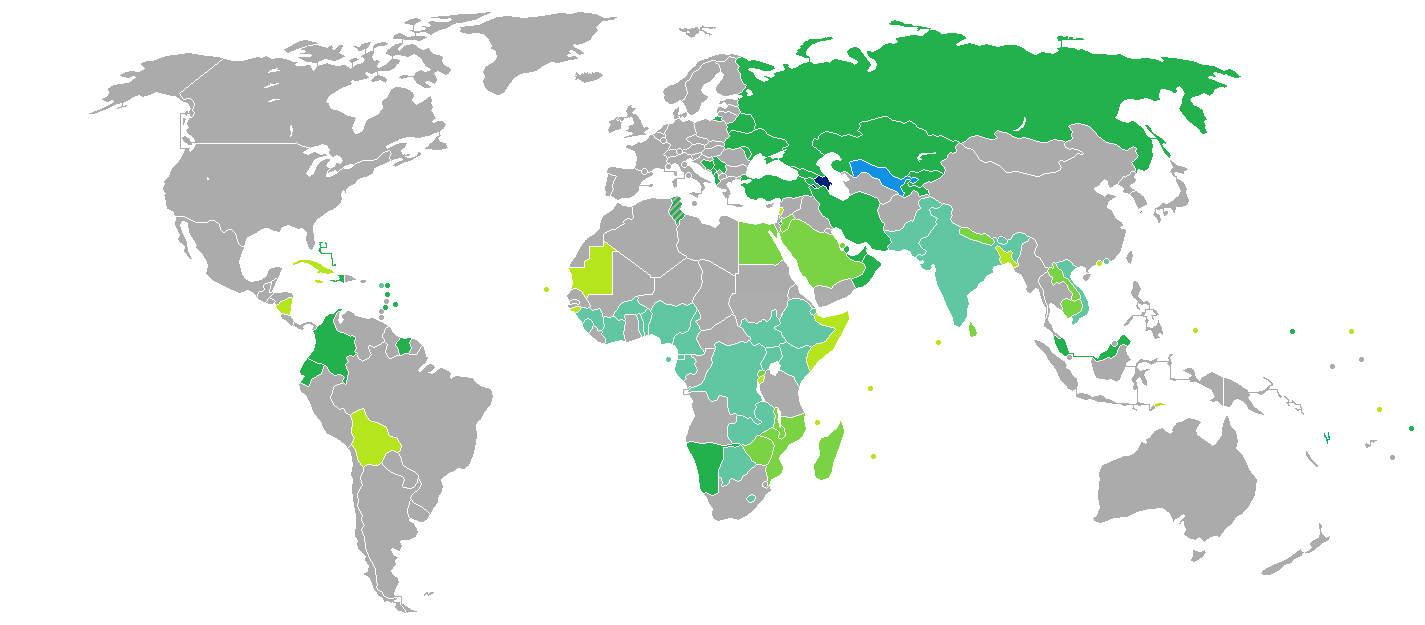
阿塞拜疆公民签证要求
阿塞拜疆
免签证
落地签证
电子签证
落地或电子签证
需要签证

## 非洲
| - 落地签 - 落地签 - 落地签 - 1个月 - 马达加斯加 90天 落地签 - 模里西斯 60天 落地签 - 莫桑比克 30天 落地签 - 纳米比亚 3个月 - 塞舌尔 1个月 - 坦桑尼亚 3个月 落地签 - 多哥 7天 落地签 - 30天 落地签 - 乌干达 3个月 落地签 - 尚比亞 3个月 落地签 - 埃及 3个月 落地签 |

## 美洲
| - 安地卡及巴布達 1个月 - 28天 - 古巴 2个月 - 多米尼克 21天 - 30天 落地签，10美元 - 90天 - 格瑞那達 3个月 - 海地 3个月 |